# 韩雅玲
韩雅玲（1953年6月8日—），籍贯山东淄博，出生于辽宁沈阳，中国心血管病专家。毕业于哈尔滨医科大学和第二军医大学，中国工程院院士、医学家。
加入中国共产党，担任沈阳军区总医院副院长。2008年，当选第十一届全国政协委员，代表医药卫生界，分入第四十六组。2013年，当选中国工程院院士。2018年1月，当选第十三届全国政协委员。